# Camille Little
Camille Little (* 18. Januar 1985 in Winston-Salem, North Carolina, Vereinigte Staaten) ist eine professionelle Basketball-Spielerin. Zurzeit spielt sie für die Phoenix Mercury in der Women’s National Basketball Association.

## Karriere

### College
Camille Little spielte von 2004 bis 2007 für das Damen-Basketballteam der University of North Carolina at Chapel Hill. In ihrer Freshman-Saison für die University of North Carolina wurde sie zur ACC-Rookie of the Year gewählt und 2007, in ihrer Senior-Saison am College, wurde sie ins ACC-All-Defensive Team gewählt.

### Women’s National Basketball Association
Little wurde im WNBA Draft 2007 von den San Antonio Silver Stars in der zweiten Runde an der 17. Stelle ausgewählt. In der Rookie-Saison 2007 übertraf sie die Erwartungen dieser Draft-Position. Sie stand in jeden Spiel auf dem Platz, teilweise sogar in der Startformation, und gehörte nach der Saison zum All-Rookie-Team der Liga. Vor der Saison 2008 wurde sie samt Chioma Nnamaka und einem Erstrunden-Pick im WNBA Draft 2009 zu den Atlanta Dream für Ann Wauters, Morenike Atunrase und einen Zweitrunden-Pick im WNBA Draft 2009 transferiert. Für das Team aus Atlanta bestritt sie nur 13 Spiele, bevor sie noch während der Saison am 22. Juni 2008 zu den Seattle Storm für einen Zweitrunden-Pick im WNBA Draft 2009 transferiert wurde. In Seattle zählte sie über viele Jahre zu den Stammkräften im Team. Von 2009 bis 2014 stand sie in jeden Spiel, an dem sie teilnahm, in der Startformation. In der Saison 2010 konnte sie mit dem Team die WNBA-Meisterschaft gewinnen. Sonst endeten die Saisons mit den Storm meist in der ersten Playoff-Runde. In der Saison 2015 und 2016 spielte sie für Connecticut Sun. Auch dort stand sie regelmäßig in der Startformation erreichte aber nicht die Playoffs. Seit der Spielzeit 2017 tritt Little für das Team der Phoenix Mercury in der WNBA an.

### Europa
In der Saisonpause der WNBA spielte Little wie viele WNBA-Spielerinnen in Europa. Seit dem Jahr 2010 stand sie dabei für Teams aus Zypern und der Türkei dem Platz. Zuletzt spielte sie in der Saison 2013/14 sie für den türkischen Verein Kayseri Kaski spor.